# کوآری
کوآری یک شهرداری است که در ایالت آمازوناس (برزیل) ، برزیل واقع شده است.

این شهر یکی از بزرگترین شهرهای آمازوناس است که در جنگل‌های آمازون قرار دارد ،در ۶ کیلومتری آن فرودگاه کواری و در ۴۷۰ کیلومتری آن فرودگاه پورتو اوروکو وجود دارد.این شهر دارای ذخایر نفت و گاز طبیعی است و بخشی از ذخیره توسعه پایدار امانه است.دین مردم این شهر کاتولیک (۷۳٫۰۱٪)، پروتستان (۲۱٫۹۹٪)، مردم بی دین (۱٫۳٪)، روح (۰٫۲٪) و ۰٫۲٪ بین ادیان دیگر تقسیم می‌شود.

جشنواره‌های برجسته‌ی این شهر :
- جشن حامیان سنت سن سباستین
- کارناوال خیابانی کوآری
- جشن روح القدس
- جشن سانتانا
- جشن گل سرخ
- جشنواره مردمی کوآری
- تولد شهرستان
- جشن سانتو آفونسو
- جشنواره موسیقی محبوب کوآری
- جشن سن سباستین
- جشن گاز طبیعی